# Problepsis albidior
Problepsis albidior är en fjärilsart som beskrevs av W. Warren 1899. Problepsis albidior ingår i släktet Problepsis och familjen mätare. Inga underarter finns listade i Catalogue of Life.

## Bildgalleri

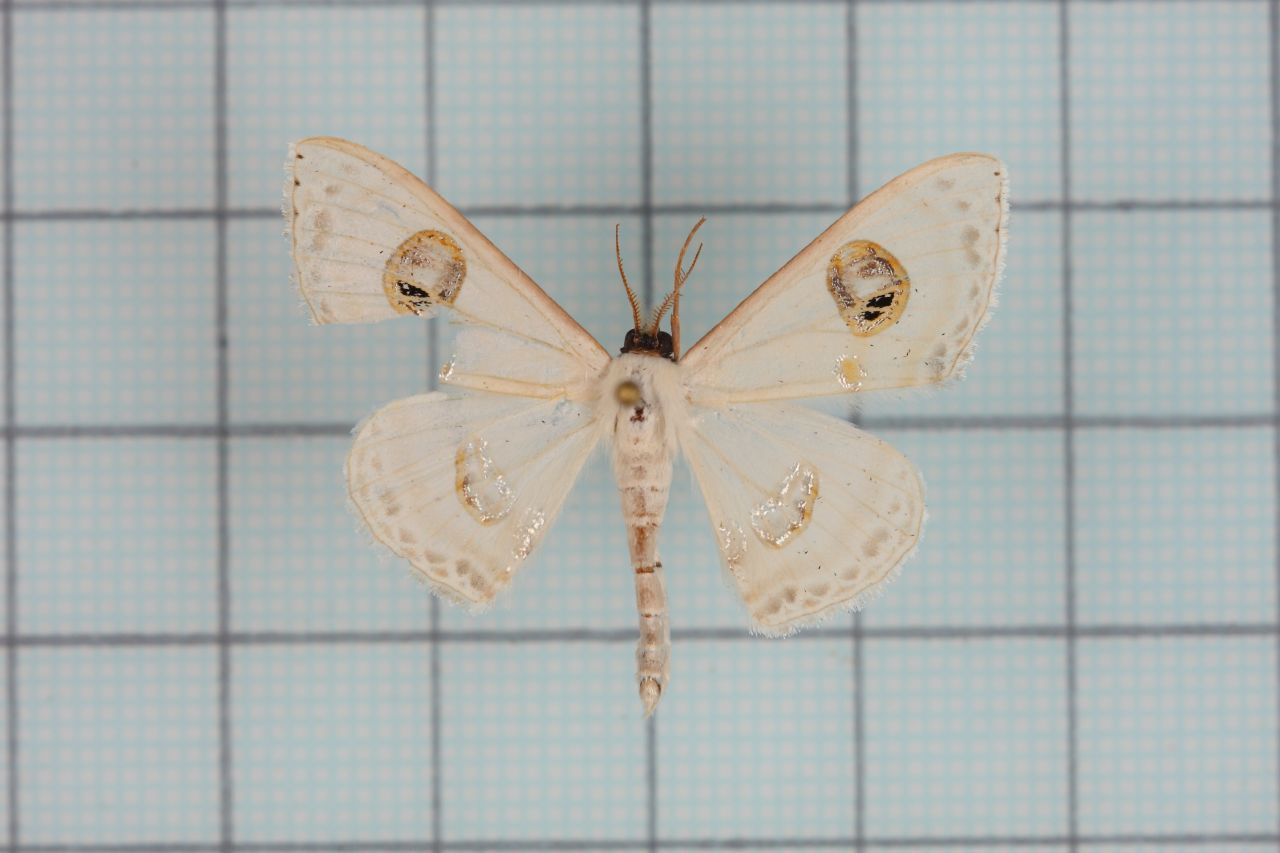